# イーストオレンジ (ニュージャージー州)
イーストオレンジ（英: East Orange）は、アメリカ合衆国ニュージャージー州のエセックス郡にある都市。人口は6万9612人（2020年）。ニューアークの西に隣接している。
イーストオレンジは当初、1863年3月4日にニュージャージー州議会の法により、タウンシップとして法人化された。その領域は現在西隣にあるオレンジ町から取られた。1899年12月9日、これより2日前に行われた住民投票の結果に基づき、市として再度法人化された。

## 地理
アメリカ合衆国国勢調査局に拠れば、領域全面積は3.924 平方マイル (10.164 km2)であり、すべて陸地である。
イーストオレンジは東と南にニューアーク市、南西にサウスオレンジ・タウンシップ、西にオレンジ・タウンシップ、北にグレンリッジ・ボロとブルームフィールド・タウンシップと接している。
イーストオレンジの中にその一部または全部が入っている未編入領域としてアンペアとブリックチャーチがある。

### 地区

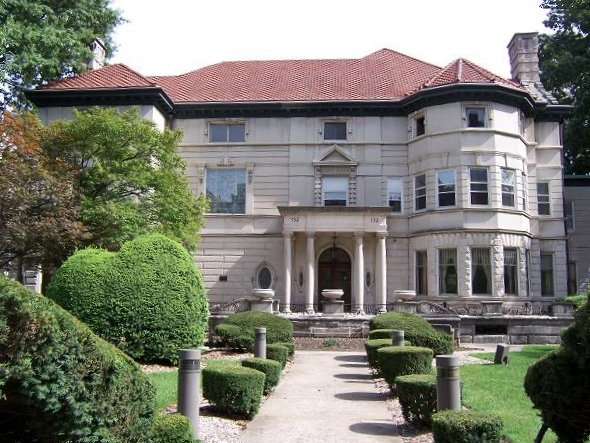
アンブローズ＝ウォード邸宅、イーストオレンジの昔の富の名残、1898年建設、現在はニュージャージー州アフリカ系アメリカ人ファンドが入っている

イーストオレンジは公式に5つの区に分けられているが、非公式にはさらに多くの地区にも分けられる。
- アンペア: やはりアンペアという名前の鉄道駅（現在は廃止）が中心だった。オレンジ・ウォーター・ワークスが所有していた土地で発展し、クロッカー・ホイーラー社が工場を建設した後は地域の発展に繋がった。駅は電気力学のパイオニアであるアンドレ＝マリ・アンペールの栄誉を称えて名付けられた。1907年と1908年にルネサンス復古調で再建された。北はブルームフィールド、東はロートン通りとニューアーク市、南は4番アベニュー、西はノースグローブ通りで囲まれた領域である。
- グリーンウッド（ティーン通り）[20]: グリーンウッド・アベニューとそれに交差する「ティーン」通りから名付けられた。アンペアと1つのグループにされることが多い。州間高速道路280号線とガーデン・ステイト公園道路の建設で大きな影響を受けた。元デラウェア・ラッカワナ・アンド・ウェスタン鉄道のグローブ通り駅が、グローブ通りとメインストリートの交差点にあった。北は4番アベニュー、東は北15番通り/ニューアーク市、西はイートンプレース/ニュージャージー・トランジットのモリス・アンド・エセックス線および北グローブ通りに囲まれた領域である。
- プレジデンシャル・エステイツ: この地域の通り名称がアメリカ合衆国初期の大統領の名を付けられていることから、近代にこの名前が付いた。通り沿いに多くの大邸宅が並び、街路樹は古く大きい。市内北部の特徴である。北はブルームフィールド、東はモントクレア・ブーントン線と北グローブ通り、南はスプリングデール・アベニュー、西はガーデン・ステイト公園道路に囲まれた領域である。
- エルムウッド: 市内南東部である。エルムウッド公園がこの地区にあり、ロードアイランド・アベニュー沿いにはテニスコート7面がある。エルムウッド・アベニューとオーク通りの角にはバスケットボールコート、プールハウスのある水泳プール、ウォーキング・トラック、野球場、ソフトボール場、改修されたフィールドハウスもある[21]。1912年に開館したカーネギー図書館の生き残りであるイーストオレンジ公共図書館エルムウッド支所がある[22]。
- ドッドタウン（フランクリン）: 「ワトセッシング・プレーン」の地域を設立し測量したジョン・ドッドにちなんで名付けられた[23]。ウプサラ大学の元キャンパスがここにあり、プロスペクト通り東側のイーストオレンジ・キャンパス高校に転換され、イーストサイドの新しい小区画となっている。北はブルームフィールド、南はガーデン・ステイト公園道路、南はパーク・アベニュー、西はオレンジに囲まれた領域である。

## 人口動態

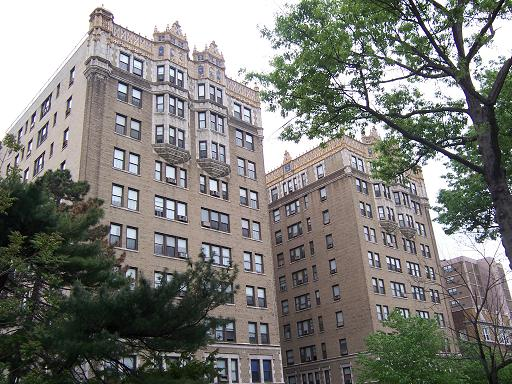
サウスマン・アベニューにある第二次世界大戦以前のアパート

### 2010年国勢調査
以下は2010年国勢調査による人口統計データである。
| 基礎データ - 人口: 64,270 人 - 世帯数: 24,945 世帯 - 家族数: 14,742 家族 - 人口密度: 6,323.2人/km2（16,377.1 人/mi2） - 住居数: 28,803 軒 - 住居密度: 2,833.8軒/km2（7,339.5 軒/mi2） 人種別人口構成 - 白人: 4.13% - アフリカン・アメリカン: 88.51% - ネイティブ・アメリカン: 0.39% - アジア人: 0.72% - 太平洋諸島系: 0.06% - その他の人種: 3.69% - 混血: 2.50% - ヒスパニック・ラテン系: 7.39% 年齢別人口構成 - 18歳未満: 25.7% - 18-24歳: 10.2% - 25-44歳: 27.8% - 45-64歳: 24.6% - 65歳以上: 11.8% - 年齢の中央値: 35歳 - 性比（女性100人あたり男性の人口） - 総人口: 81.2 - 18歳以上: 75.4 | 世帯と家族（対世帯数） - 18歳未満の子供がいる: 29.0% - 結婚・同居している夫婦: 23.3% - 未婚・離婚・死別女性が世帯主: 29.0% - 非家族世帯: 40.9% - 単身世帯: 35.8% - 65歳以上の老人1人暮らし: 11.1% - 平均構成人数 - 世帯: 2.53人 - 家族: 3.33人 収入と家計（2006年から2010年のアメリカン・コミュニティ・サーベイ統計） - 収入の中央値 - 世帯: 40,358米ドル - 家族: 50,995米ドル - 性別 - 男性: 38,642米ドル - 女性: 39,843米ドル - 人口1人あたり収入: 20,298米ドル - 貧困線以下 - 対人口: 21.4% - 対家族数: 17.8% - 18歳未満: 32.5% - 65歳以上: 16.4% |

### 2000年国勢調査
以下は2000年国勢調査による人口統計データである。
| 基礎データ - 人口: 69,824 人 - 世帯数: 26,024 世帯 - 家族数: 16,082 家族 - 人口密度: 6,859.8人/km2（17,776.6 人/mi2） - 住居数: 28,485 軒 - 住居密度: 2,798.5軒/km2（7,252.0 軒/mi2） 人種別人口構成 - 白人: 3.84% - アフリカン・アメリカン: 89.46% - ネイティブ・アメリカン: 0.25% - アジア人: 0.43% - 太平洋諸島系: 0.07% - その他の人種: 2.14% - 混血: 3.80% - ヒスパニック・ラテン系: 4.70% | 年齢別人口構成 - 18歳未満: 28.1% - 18-24歳: 9.8% - 25-44歳: 30.1% - 45-64歳: 20.8% - 65歳以上: 11.2% - 年齢の中央値: 33歳 - 性比（女性100人あたり男性の人口） - 総人口: 81.9 - 18歳以上: 74.7 世帯と家族（対世帯数） - 18歳未満の子供がいる: 31.9% - 結婚・同居している夫婦: 26.0% - 未婚・離婚・死別女性が世帯主: 28.8% - 非家族世帯: 38.2% - 単身世帯: 33.0% - 65歳以上の老人1人暮らし: 11.0% - 平均構成人数 - 世帯: 2.63人 - 家族: 3.37人 | 収入と家計 - 収入の中央値 - 世帯: 32,346米ドル - 家族: 38,562米ドル - 性別 - 男性: 31,905米ドル - 女性: 30,268米ドル - 人口1人あたり収入: 16,488米ドル - 貧困線以下 - 対人口: 19.2% - 対家族数: 15.9% - 18歳未満: 24.7% - 65歳以上: 14.0% |

2000年国勢調査の一部として、イーストオレンジ住民の89.46%が黒人あるいはアフリカ系アメリカ人と申告した。これはアメリカ合衆国では最大級のアフリカ系アメリカ人とカリブ系アメリカ人の比率であり、ニュージャージー州の人口1,000人以上の場所全ての中ではローンサイドの93.6%に次いで第2位である。ハイチ系アメリカ人の比率も高く、2000年国勢調査では2,852人がハイチ人の子孫と申告していた。
全人口に対する比率はまだ小さいながら、オレンジとイーストオレンジはガイアナ系アメリカ人の比率も国内で最大級である。2000年国勢調査ではイーストオレンジ住民の2.5%がガイアナ系と申告していた。ニューヨーク市のクイーンズとブルックリン各区が絶対数では多いが、2.9%のオレンジとイーストオレンジは、人口1,000人以上のアメリカ合衆国の場所の中で最大のガイアナ系構成比を示していた。

## 経済
イーストオレンジの一部は都市産業ゾーンに入っている。ゾーン内で雇用を促進できるメリット以外に、資格ある店で消費者は消費税を州平均の7%ではなく3.5%に減らして払うことができる。

## 政府

### 市政府

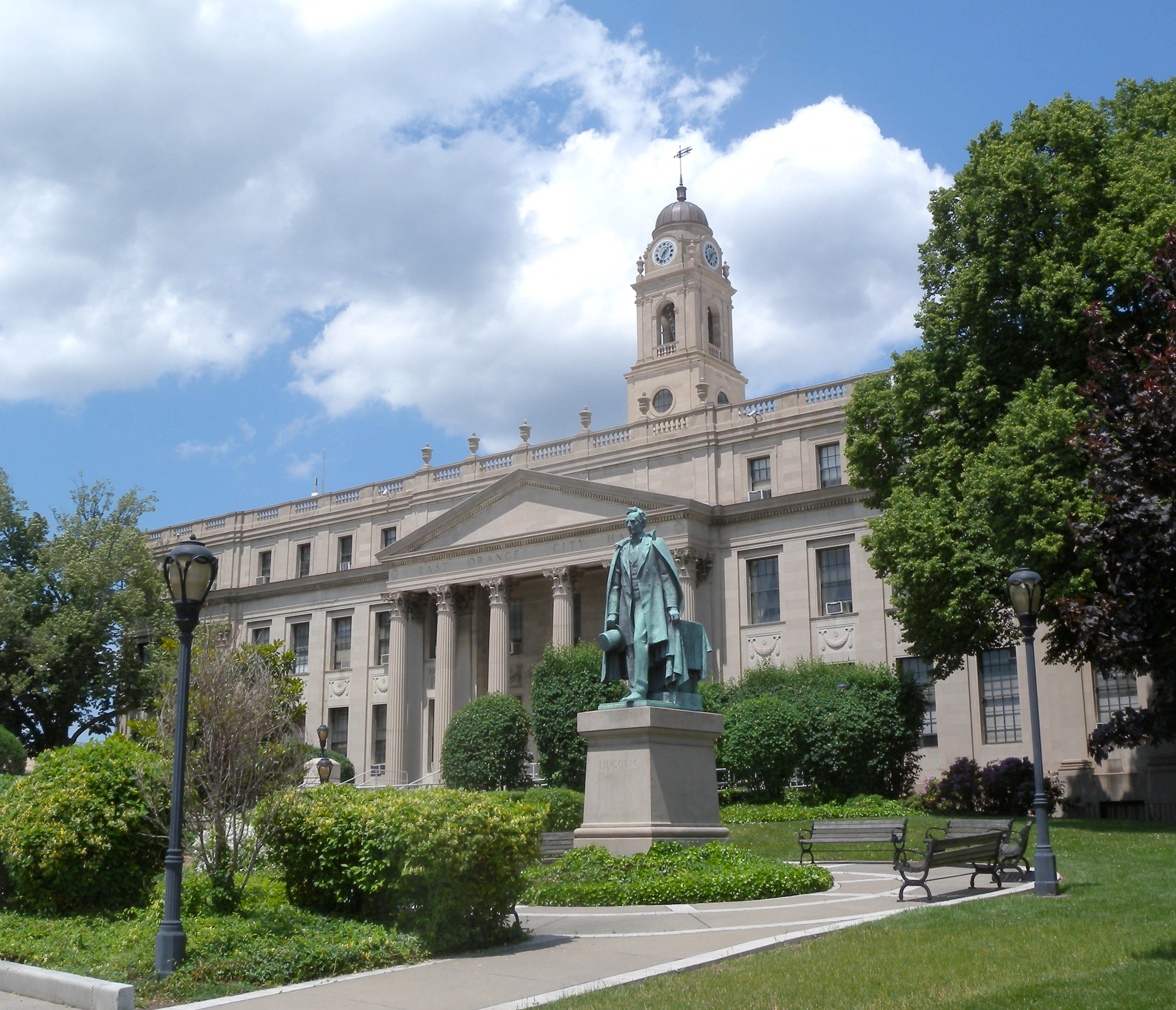
イーストオレンジ市役所

イーストオレンジは、ニュージャージー州の自治体の中で市の形態の政府を採用している。政府は1人の市長と、10人の委員による市政委員会で構成されており、委員は市内のウォードと呼ばれる5つの小選挙区からそれぞれ2人を代表にしている。市長は全市を選挙区に直接選挙される。市政員は各選挙区から1人を選ぶ選挙を2年毎に行い、任期は4年間である。
市政委員会は条例を法令化し、決議あるいは動議を議決し、市長から提出される市予算を審査して採択する責任がある、市政府の立法機能を担当している。
イーストオレンジ市長を務めた最初のアフリカ系アメリカ人は、1970年から1978年まで連続2期を務めたウィリアム・S・ハート・シニアだった。ハート中学校が彼にちなんで名付けられた。

### 連邦、州、郡への代表

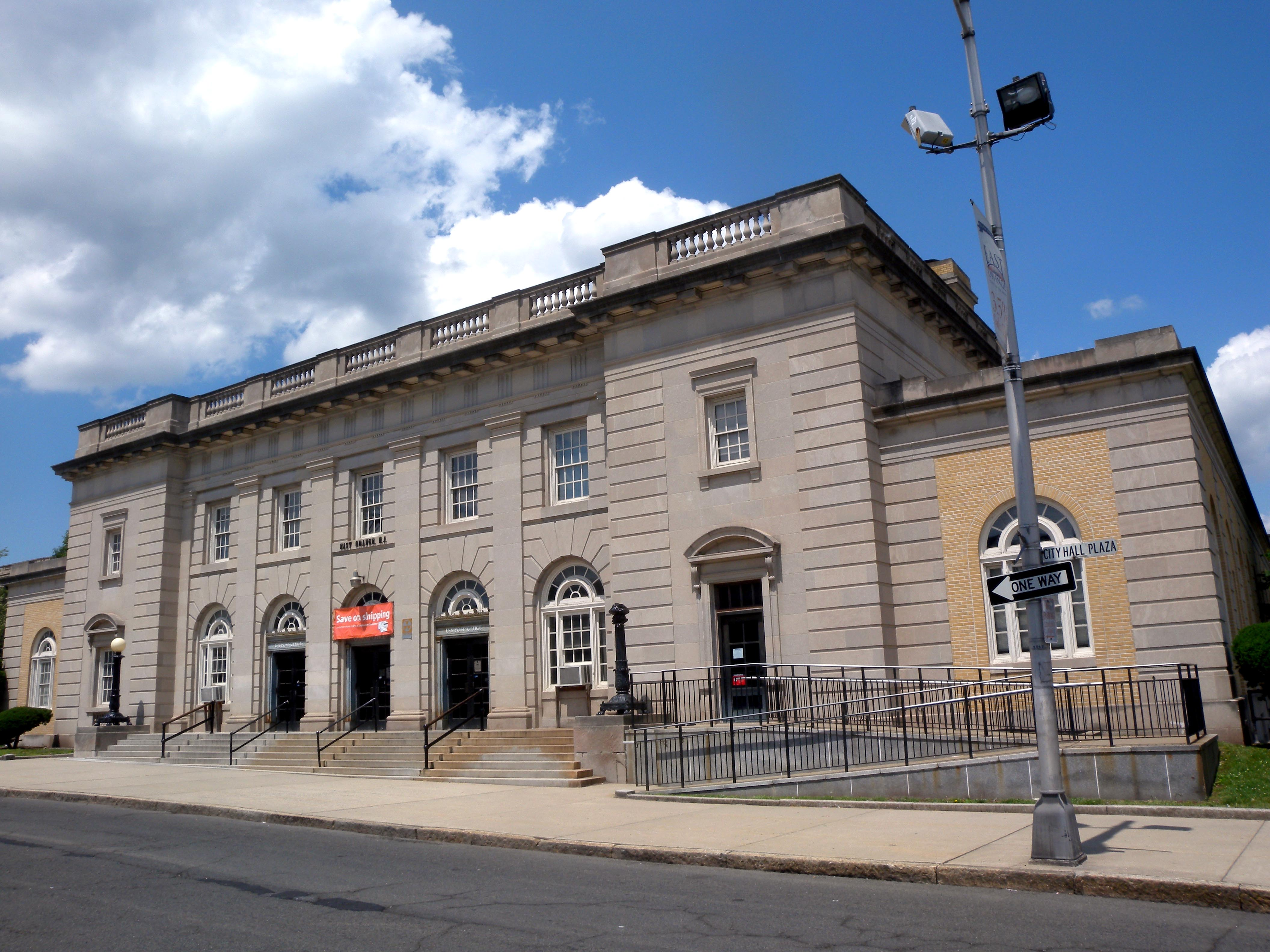
イーストオレンジ郵便局

イーストオレンジ市はアメリカ合衆国下院議員の選挙で、ニュージャージー州第10選挙区に属している。州議会下院では第34選挙区に入っている。

### 政治
2011年3月23日時点で、登録有権者総数は36,280 人であり、そのうち21,646 人、59.7%が民主党に、396人、1.1%が共和党に、14,228 人、39.2%が無党派に登録されている。その他の政党は10人である。
2012年アメリカ合衆国大統領選挙では、民主党のバラク・オバマは24,862票、98.5%、共和党のミット・ロムニーが330票、1.3%、その他の候補者が46票、0.2%という結果だった。登録有権者39,668 人のうち、25,375 人、64.0%が投票し、137票が無効だった。
2008年アメリカ合衆国大統領選挙では、民主党のバラク・オバマは24,718票、97.7%、共和党のジョン・マケインが408票、1.6%、その他の候補者が35票、0.1%という結果だった。登録有権者36,891 人のうち、25,304 人、68.6%が投票した。2004年アメリカ合衆国大統領選挙では、民主党のジョン・ケリーが19,447票、93.2%、共和党のジョージ・W・ブッシュが1,225票、5.9%、その他の候補者が128票、0.4%だった。登録有権者33,328 人のうち、20,856 人、62.6%が投票した。
2013年ニュージャージー州知事選挙では、民主党のバーバラ・ブオノが9,413票、88.0%、共和党のクリス・クリスティが1,212票、11.3%、その他の候補者が75票、0.7%だった。登録有権者41,016 人のうち、11,269 人、27.5%が投票した。569票が無効票だった。
2009年ニュージャージー州知事選挙では、民主党のジョン・コーザインが12,554票、94.4%、共和党のクリス・クリスティが380票、2.9%、独立系のクリス・ダゲットが153票、1.2%、その他の候補者が63票、0.5%だった。登録有権者36,157 人のうち、13,295 人、36.8%が投票した。

## 教育
イーストオレンジ市の公共教育はイーストオレンジ公共教育学区が運営しており、就学前から12年生までの児童生徒に対応している。この学区は州全体に31ある元アボット学区の1つである。これはニュージャージー州学校開発局の監督に基づき学校校舎の建設と改修の費用を州が負担することを要求するものであり、現在は「SDA学区」と呼ばれている。
2011年から2012年の教育年度で、この学区には20つの学校があり、9,709 人の児童生徒が学び、教師は常勤換算で867.0 人、生徒・教師比率は11.20対1だった。学区内の学校は以下の通りである。生徒数は教育統計全国センターによる。
- アリシア・ギブソン初期児童アカデミー[61]、幼稚園前と幼稚園、児童数171人
- ワールストロム初期児童センター[62]、幼稚園前と幼稚園、児童数167人
- ベンジャミン・ベネカー・アカデミー[63]、幼稚園前から5年生、児童数491人
- エドワード・T・ボウザー・シニア優等学校[64]、幼稚園前から5年生、児童数719人
- ジョージ・ワシントン・カーバー科学技術学校[65]、幼稚園前から5年生、児童数417人
- ジョニー・L・コクラン・ジュニア・アカデミー[66]、幼稚園から5年生、児童数254人
- ミルドレッド・バリー・ガービン学校[67]、幼稚園前から5年生、児童数350人
- ホイットニー・E・ヒューストン創造的芸能アカデミー[68]、幼稚園前から8年生、児童生徒数436人
- ラングストン・ヒューズ小学校[69]、幼稚園前から5年生、児童数562人
- J・ガーフィールド・ジャクソン・シニア・アカデミー[70]、幼稚園から5年生、児童数288人
- エコール・トゥサン・ルーバーチュア[71]、幼稚園前から5年生、児童数309人
- ゴードン・パークス・ラジオ・アニメーション・フィルム・テレビジョン・アカデミースクール[72]、幼稚園前から5年生、児童数313人
- シスリー・L・タイソン・コミュニティ小学校[73]、幼稚園前から5年生、児童数509人
- ディオンヌ・ワーウィック経済起業学校[74]、幼稚園前から5年生、児童数453人
- パトリック・F・ヒーリー中学校[75]、6年生、生徒数420人
- ジョン・L・コストリー中学校[76]、7年生、生徒数453人
- ソジュルネ・トルース中学校[77]、8年生、生徒数459人
- シスリー・タイソン芸能芸術学校[78]、6年生から12年生、生徒数863人
- イーストオレンジ・キャンパス高校[79]元ウプサラ大学のキャンパスを使用、9年生から12年生、生徒数1,876人
- イーストオレンジ STEMアカデミー[80]、9年生から12年生、生徒数199人
- フレッシュスタート・アカデミー中学校 - グレンウッド・キャンパス[81]、6年生から8年生
- フレッシュスタート・アカデミー高校 - エドモンソン・オルターナティブ[82]、9年生から12年生

イーストオレンジ・コミュニティ・チャータースクールは公立のチャータースクールであり、教育学区とは別に、ニュージャージー州教育省が認めたチャーターの下に運営されている。
イーストオレンジ公共図書館体系にはかつて、ニュージャージー州にある36のカーネギー図書館のうち3つが含まれていた。蔵書は344,000冊、年間貸し出し数は約319,000件ある。
アーラス・スナー学校は、2005年からイーストオレンジにあるマドラサ（イスラームの学校）であり、幼稚園から12年生を教えている。

## 交通

### 道路と高規格道
イーストオレンジはガーデン・ステイト公園道路と州間高速道路280号線の交差点にある。
ガーデン・ステイト公園道路は市内を通って南のニューアーク市と北のブルームフィールドを結んでいる。インターチェンジ145番で州間高速道路280号線と接続し、同147番でスプリングフィールド・アベニューに接続している。
2010年5月時点で、イーストオレンジ市内には総延長83.43マイル (134.27 km) の道路がある。そのうち73.27マイル (117.92 km) が市の保守に、6.30マイル (10.14 km) がエセックス郡、1.52マイル (2.45 km) がニュージャージー州交通省、2.34マイル (3.77 km) はニュージャージー・ターンパイク管理局の管轄である。

### 公共交通機関
市内や周辺の町への交通は、コーチUSAのバス便24系統と44系統、またニュージャージー・トランジットのバス便5、34、41、71、73、79、90、92、94、97各系統がある。
ニュージャージー・トランジットの通勤鉄道モリス・アンド・エセックス線では、市内に2つの駅がある。イーストオレンジ駅は州間高速道路280号線西行きの傍にあり、イーストオレンジ市役所の駐車場から道路向かいにある。メインストリートを西に1マイル (1.6 km) 進むとブリックチャーチ駅があり、利用客数はこの駅の方が多い。どちらの駅からも毎日、ホーボーケン駅行きやニューヨーク市マンハッタン、ミッドタウンにあるペンシルベニア駅行きのミッドタウン直行便が運行されている。
ニューアーク・リバティー国際空港は近くのニューアーク市とエリザベス市に跨り、イーストオレンジからは7.8マイル (12.6 km) の距離にある。

## 姉妹都市
イーストオレンジ市は次の都市と姉妹都市を結んでいる。
| 国     | 都市   | 郡、県、等 | 締結日 |
| ------ | ------ | ---------- | ------ |
| ケニア | ナクル | ナクル郡   | 不明   |

## 著名な出身者
イーストオレンジ市で生まれ、居住し、あるいは密接な関わりがあった著名人は以下のとおりである。
- ジョン・エイモス（1939年 - ）、俳優[95]
- ジェイムズ・ブリッシュ（1921年–1975年）、SF作家[96]
- アリシア・ギブソン（1927年–2003年）、テニス選手[97]
- アマンダ・クロス（1926年–2003年）、ミステリー作家、本名キャロライン・ゴールド・ハイルブラン[98]
- ブライアン・ヒル（1947年 - ）、NBAオーランド・マジックの元コーチ[99]
- ローリン・ヒル（1975年 - ）、シンガーソングライター、ラッパー、プロデューサー、女優[100][101]
- ホイットニー・ヒューストン（1963年–2012年）、歌手、女優[102]
- ジャニス・イアン（1951年 - ）、シンガーソングライター[103]
- モンテ・アーヴィン（1919年 -2016年）、メジャーリーグベースボール選手、ニューヨーク・ジャイアンツ、アメリカ野球殿堂入り、雑誌「スポーツ・イラストレイテッド」の挙げる「ニュージャージー州の偉大なスポーツ人50人」では第12位[104]
- ブレビン・ナイト（1975年 - ）、NBA バスケットボール選手、13年間で9つのチームでプレイした[105]
- クィーン・ラティファ（1970年 - ）、ラッパー、女優[106]
- アニー・オークレイ（1860年–1926年）) と夫のフランク・バトラー（1852年–1926年）、射撃の名手、ミュージカル『アニーよ銃をとれ』のモデル、1905年から1908年まで市内エピアート通り22に住んだ[107]
- ナトゥーリ・ノートン（1984年 - ）、歌手、女優、2000年代初期にR&Bグループ「3LW」のメンバー[108]
- ディオンヌ・ワーウィック（1940年 - ）、歌手[109]